# Étienne de Liège
Étienne serait né vers 850 et est évêque de Liège de 901 à 920. Il fait ses études à Metz et est ensuite admis à l'école du palais sous le philosophe Mannon. En quittant l'école du palais, Étienne entre comme chanoine de la cathédrale de Metz. Il assiste à un concile tenu à Metz en 888. Peu après, il est pourvu de l'abbaye de Saint-Mihiel, en Lorraine. Louis IV, roi de Germanie, confirme Étienne comme abbé de Lobbes par acte donné à Aix-la-Chapelle en 908 . Il compose quelques cantiques religieux - dont la Magna Vox qui sera l'hymne liégeois jusqu'à la fin de la Principauté - et des traités de liturgie. La célébration de la Très Sainte Trinité lui est attribuée (grâce à son Festi Sanctisissimae Trinitatis). 
En 911, le diocèse fait partie du Saint-Empire romain germanique, puisque la Lotharingie fait de même.
Il meurt le 16 mai 920 et est inhumé dans la cathédrale Saint-Lambert de Liège .

## Liens
- Ressources relatives à la musique :   - Discogs
  - MusicBrainz
  - Muziekweb
- Notices dans des dictionnaires ou encyclopédies généralistes :   - Biographie nationale de Belgique
  - Deutsche Biographie
- Notices d'autorité :   - VIAF
  - ISNI
  - BnF (données)
  - IdRef
  - LCCN
  - GND
  - Pays-Bas
  - Vatican
  - Tchéquie
  - WorldCat